# Снятинська загальноосвітня школа-інтернат
Снятинська загальноосвітня школа-інтернат — навчальний заклад І-ІІІ ступенів Снятинської районної ради Івано-Франківської області

## Історія створення
3 квітня 1961 року рішенням Станіславської обласної ради у м. Снятині по вулиці Червоноармійській (нині Воєводи Коснятина), 81 відкрито Снятинську середню школу-інтернат. Директором призначений Кройтор Костянтин Георгійович, який раніше очолював дитячий будинок для дітей-сиріт. 1964 року був перший випуск школи.
Школа-інтернат розмістилася у приміщенні Снятинської восьмирічної школи ім. Марка Черемшини — навчальний корпус, а для спального корпусу передано адміністративний будинок Снятинського райвиконкому. Школа наповнилася учнями 1-8 класів зі Снятинського, Косівського і Кутського дитячих будинків, а також із багатодітних і малозабезпечених сімей.
У 1961–1962 при школі побудовано спальний корпус № 2 з харчоблоком та різними підсобно-господарськими приміщеннями. Тоді ж здано в експлуатацію пральню, лазню, столярну і слюсарну майстерні та котельню.
У 1962–1963 на кошти місцевого бюджету при активній участі педагогічного і учнівського колективів до навчального корпусу прибудоване двоповерхове приміщення актової і спортивної зали. У цих приміщеннях школа працює і нині.

## Сучасність
У школі нині[коли?] навчається 312 учнів віком 6-17 років, які потребують соціального захисту. Діти мають можливість цілодобово перебувати в навчальному закладі. Для них створено необхідні умови проживання, організовано гаряче харчування та медичний догляд.

Ведеться вивчення англійської мови, а з 5-го класу вивчається друга іноземна мова — німецька і французька.
Педагогічний колектив складається із 32 учителів, 26 вихователів, є психолог, соціальний педагог, логопед. Із них 3 мають звання «Вчитель-методист», 12 — «Старший вчитель», вищу категорію присвоєно 29 педагогам.
Директор школи-інтернат — Кушик Володимир Станіславович, вчитель математики, старший вчитель. Заступники директора: з навчальної роботи Грабко Валентина Миколаївна, з виховної роботи Чеховська Уляна Іванівна.

## Директори
- Кройтор Костянтин Георгійович працював з 1961 по 1964
- Фадєєва Зоя Михайлівна — з 1964 по 1965
- Гаврилюк Василь Павлович — з 1965 по 1971
- Тарханова Ольга Іванівна — з 1971 по 1976
- Іскра Юрій Порфирович — з 1976 по 1987
- Онуфрейчук Богдан Іванович — з 1987 по 1990
- Гладчук Іван Михайлович — з 1990 по 1992
- Кушик Володимир Станіславович — з 1992 року

## Відомі випускники школи
- Кройтор Володимир Костянтинович — один із перших учнів, син першого директора, кандидат наук;
- Брайловський Володимир Васильович — доцент кафедри радіотехніки та радіобезпеки;
- Никифорук Василь Дмитрович — декан економічного факультету Івано-Франківського національного технічного університету нафти і газу;
- Шлемко Дмитро Васильович — кандидат економічних наук, депутат Верховної Ради України останнього скликання,
- Буждиган Пилип Пилипович — депутат Верховної Ради України попередніх скликань й ін.